# Семешково
Семешково — село в Унечском районе Брянской области в составе Высокского сельского поселения.

## География
Находится в центральной части Брянской области на расстоянии приблизительно 20 км на восток-юго-восток по прямой от вокзала железнодорожной станции Унеча.

## История
Основано в середине XVII века стародубским войтом Молявкой, позднее принадлежало Савичу, Покорским, Плешко и другим. В XVII—XVIII веках входило в 1-ю полковую сотню Стародубского полка. С первой половины XVIII века действовала Никольская церковь (сохранилась). До Великой Отечественной войны преобладало украинское население. В 1859 году здесь (село Стародубского уезда Черниговской губернии) учтено было 13 дворов, в 1892—37.

## Население
Численность населения: 122 человека (1859 год), 211 (1892), 30 человек (русские 100 %) в 2002 году, 21 в 2010.